# L'Île des amours (film, 1982)
Pour plus de détails, voir Fiche technique et Distribution.
L'Île des amours (A Ilha dos Amores) est un film lusitano-japonais réalisé par Paulo Rocha, sorti en 1982.

## Fiche technique
- Titre original : A Ilha dos Amores
- Titre français : L'Île des amours
- Réalisation : Paulo Rocha
- Scénario : Paulo Rocha, Sumiko Haneda et Jorge L. Neto d'après les mémoires de Wenceslau de Moraes
- Photographie : Kōzō Okazaki
- Musique : Paulo Brandão
- Pays d'origine : Portugal - Japon
- Format : Couleurs - 1,66:1 - Mono
- Durée : 170 minutes
- Date de sortie : 1982

## Distribution
- Luís Miguel Cintra : Wenceslau de Moraes
- Clara Joana : Isabel / Venus
- Zita Duarte : Francesca
- Jorge Silva Melo : Peintre
- Paulo Rocha : Camilo Pessanha
- Yoshiko Mita : O-Yoné